# 이익중재
이익중재(利益仲裁, interest arbitration)는 새로운 계약의 형태나 조건을 결정하는 조정 시 이용된다. 민간 부분에서 이의중재가 사용되는 경우는 드물고, 주로 공공 부문에서 찾아볼 수 있다. 파업의 위협없이 협상할 수 있으며 장점이 있다. 여러 가지 단점도 가지고 있는데 첫째 고용주나 노동조합이 협상이나 양보하는데 있어서 무관심한 냉각효과가 발생할 수 있다.